# Kiribati ai Giochi della XXVIII Olimpiade
Le Kiribati parteciparono ai Giochi della XXVIII Olimpiade, svoltisi ad Atene, Grecia, dal 13 al 29 agosto 2004, con una delegazione di 3 atleti impegnati in due discipline. Questa fu la prima partecipazione delle Kiribati ai Giochi olimpici estivi.

## Atletica leggera

### Maschile
Eventi di corsa e prova su strada
| Atleta           | Evento | Batteria | Batteria  | Semifinale      | Semifinale      | Finale          | Finale          |                 |
| Atleta           | Evento | Tempo    | Posizione | Tempo           | Posizione       | Tempo           |                 |                 |
| ---------------- | ------ | -------- | --------- | --------------- | --------------- | --------------- | --------------- | --------------- |
| Kakianako Nariki | 100 m  | 11.62    | 78°       | non qualificato | non qualificato | non qualificato | non qualificato | non qualificato |

### Femminile
Eventi di corsa e prova su strada
| Atleta              | Evento | Batteria | Batteria  | Semifinale      | Semifinale      | Finale          | Finale          |                 |
| Atleta              | Evento | Tempo    | Posizione | Tempo           | Posizione       | Tempo           |                 |                 |
| ------------------- | ------ | -------- | --------- | --------------- | --------------- | --------------- | --------------- | --------------- |
| Kaitinano Mwemweata | 100 m  | 13.07    | 85ª       | non qualificata | non qualificata | non qualificata | non qualificata | non qualificata |

## Sollevamento pesi

### Maschile
| Atleta        | Evento | Strappo   | Strappo    | Slancio   | Slancio    | Totale | Classifica |
| Atleta        | Evento | Risultato | Classifica | Risultato | Classifica | Totale | Classifica |
| ------------- | ------ | --------- | ---------- | --------- | ---------- | ------ | ---------- |
| Meamea Thomas | 85 kg  | 130       | 17º        | 162,5     | 13º        | 292,5  | 13º        |